# جان کمپبل، دومین دوک آرگیل
جان کمپبل، دومین دوک آرگیل (انگلیسی: John Campbell, 2nd Duke of Argyll; ۱۰ اکتبر ۱۶۸۰ – ۴ اکتبر ۱۷۴۳) دیپلمات، و سیاستمدار اهل پادشاهی بریتانیای کبیر بود. وی همچنین برندهٔ جوایزی همچون نشان گل خار و نشان بند جوراب شده‌است.